# Mipam
Jamgön Ju Mipham, ou Ju Mipham Jamyang Namgyal Gyamtso (em tibetano: འཇུ་མི་ཕམ་འཇམ་དབྱངས་རྣམ་རྒྱལ་རྒྱ་མཚོ; mais conhecido como "Rinpoche Mipham" ou também Mipam, na transliteração THL) (1846–1912) foi um filósofo e polímata tibetano muito influente da escola Nyingma, a primeira escola budista no Tibete. Escreveu centenas de livros em mais de 32 volumes sobre temas como pintura, poética, escultura, alquimia, medicina, lógica, filosofia e tantra. As obras de Mipham ainda são centrais para o currículo escolar nos mosteiros nyingma hoje. Mipham também é considerado uma das principais figuras do movimento Ri-me (não sectário) no Tibete.

## Derivação do nome
"Ju" ("segurando") era o nome da família de Mipham, pois seu clã paterno teria se originado como divindades de luz clara que vieram ao mundo humano segurando uma corda. "Jamgön" (sânscrito Mañjunātha) indicam que ele era considerado uma emanação do bodhisattva Mañjuśrī. Seu tio materno, Ministro-Lama Drupchok Pema Tarjay, nomeou-o Mipham Gyamtso ("Oceano Invencível" ou "Oceano Inconquistável"). Na literatura tibetana, a palavra "mi-pham" é a tradução padrão do sânscrito "ajita", que significa "invicto", que é um epíteto comum do bodhisattva celestial Maitreya.

## Biografia
Mipam, o Grande, nasceu em uma família aristocrática em 1846 no Principado de Derge de Kham ou Tibete Oriental. Filho de Mukpodongza Singcungma, sua mãe, e seu pai, Gönpo Dargye, era um renomado médico (de quem provavelmente Mipham recebeu algum treinamento em ciências durante sua juventude).
Ele foi reconhecido como uma criança excepcional desde tenra idade, memorizando textos desde os seis anos de idade. Aos dez anos já havia composto muitos textos. Aos doze anos, entrou no mosteiro como um monge comum da linhagem Ogmin Urgyen Mindrolling em um mosteiro filial da grande sede nyingma Shechen.
Quando ele tinha quinze ou dezesseis anos, depois de estudar o muito difícil sistema Mindrolling de cantar por apenas alguns dias e orar a Manjushri, diz-se que ele o dominou completamente. Em um retiro de 18 meses no Eremitério Junyung, ele realizou a forma de Manjushri conhecida como "Leão dos Filósofos" (em tibetano: smra ba'i seng ge), usando uma liturgia composta pelo décimo quinto Karmapa, Khakhyab Dorje. Ele fez muitas pílulas medicinais abençoadas com o mantra de Manjushri, e muitos sinais milagrosos teriam se manifestado. Depois disso, foi dito que ele poderia realizar qualquer sutra ou tantra sem nenhum esforço, e nenhum texto era desconhecido para ele. Ele foi a muitos lamas para obter os lungs (transmissões orais) necessários, mas não precisava de estudo ou ensinamentos para nenhum texto.
Em 1860, um conflito chamado Guerra Nyarong se iniciou com a invasão de Gönpo Namgyal em Derge, o que levou à fuga de Mipham em peregrinação ao Tibete Central, passando algum tempo no monastério guelupa Ganden.
Em 1909, mudou-se para o eremitério Tashi Belbarling, onde passou o resto da vida. Em alguns versos aos seus dias finais, ele confessa ter sofrido por 17 anos de uma doença debilitante: uma "grave moléstia dos canais energéticos" que o levou a experimentar "sofrimento intenso e ininterrupto". Mesmo doente, continuou altamente produtivo em seus escritos.
Ele foi uma figura incomum entre os eruditos budistas eminentes, pois ao nascer não foi considerado uma reencarnação reconhecida, mas após sua morte surgiram três diferentes alegadas linhagens reencarnatórias, uma de seu corpo, outra de sua fala e outra de sua mente (três vajras).

### Professores
Mipham foi "um luminar do renascimento Nyingma do século XIX e do movimento ecumênico Rimê, que começou na região de Kham, no leste do Tibete". Como tal, ele recebeu ensinamentos de mestres de todas as linhagens Nyingma e Sarma. Seus gurus raízes foram Dza Patrul Rinpoche, de quem recebeu instruções sobre o Bodhicharyavatara e Dzogchen de Shantideva, e o renomado mestre Jamyang Khyentse Wangpo, de quem recebeu a transmissão das linhagens transmitidas oralmente, ou Kama, e reveladas ou Terma, e muitos outros ensinamentos. Durante suas viagens, estudou sob vários dos mais influentes professores da linhagem não-sectária, como Jamgön Kongtrul Lodrö Thayé; seus outros mestres foram Dzogchen Khenpo Padma Vajra; Lab Kyabgon Wangchen Gyerab Dorje; Jubon Jigme Dorje; Bumsar Geshe Ngawang Jungne e Ngor Ponlop Jamyang Loter Wangpo.

Jamyang Khyentsé Wangpo foi a principal figura do movimento "não sectário" (Rimé) ao final do século XIX no Tibete oriental. Ele especialmente considerava Mipham Rinpoche seu filho espiritual e foi ele quem o incitou a dar uma forma definitiva e perfeitamente coerente à doutrina da escola Nyingmapa. Mipham mostrou-se, na filosofia, o digno continuador de Rongdzom Tchökyi Zangpo e especialmente de Longchenpa (1308–1364), mas também utilizou o pensamento do filósofo indiano Shantarakshita (século VIII) e especialmente do grande pensador sakyapa Gorampa (1429–1489) para articular claramente o Maaiana, em particular o Madhyamaka, com as doutrinas tântricas e Dzogchen dos Nyingmapa. De fato, Stéphane Argullère escreve:
"Mipham foi inspirado por Longchen Rabjam [para] a visão última [...] pois que ele visivelmente considerou os tratados deste autor, como o Tesouro do Elemento Real [o segundo Dzödun de Longchenpa] como o "nec plus ultra" do pensamento de contemplação. [No entanto], Mipham [não é] fiel à letra de Longchenpa em sua interpretação do Madhyamaka: ele vai muito mais longe do que seu predecessor distante no sentido de uma quase fusão do Madhyamaka e Dzogchen"
E ele acrescenta:
"Mipham como intérprete do Madhyamaka; é em grande parte fiel ao pensamento de Gorampa. [...] Em vários pontos, Mip'am Rinpoche retoma, de fato, quase até a paráfrase, as objeções levantadas por Gorampa [...] contra a doutrina de Tsongkhapa (1357-1419)."

## Filosofia
Um tema-chave no trabalho filosófico de Mipham é a unidade de ideias aparentemente díspares, como dualidade e não-dualidade, sabedoria conceitual e não-conceitual (nirvikalpa), análise racional e meditação não fabricada, presença e ausência, imanência e transcendência, vacuidade e Natureza de Buda. Imitando as escolas sarma, Mipham tentou conciliar a visão do tantra, especialmente Dzogchen, com o sútrico Madiamaca. Isso estava em desacordo com a escola Nyingma, que geralmente posicionava a visão do tantra como superior à visão de Madhyamaka.
Mipham rebatia as tradições rangtong da Guelupa e Prasaṅgika do Madiamaca, que consideravam a Realidade Última apenas em absoluta negação (apofatismo) como sendo a Vacuidade em si sem existência hipostática, a qual por sua vez seria também um fenômeno como todos os outros, vazia e meramente objeto mental ou conceitual da linguagem. Ao contrário disso, Mipham afirmava que a Realidade Última como Vacuidade, em sua forma mais alta, não é simplesmente ausência de existência hipostática. Ele define essa última descrição como "realidade última notacional", adotando-a porém como um passo de superação de conceitos parciais extremos para permitir a "realidade última não notacional", como uma realidade livre de todas as fabricações e extremos, acima da existência e não-existência, negação e afirmação, vazio e não-vazio. A isso ele também denominou Grande Coalescência, Grande Caminho do Meio, Caminho do Meio Resultante e Igualdade.
Para Mipham, a unidade das visões filosóficas é finalmente resolvida no princípio da coalescência (sânscrito: yuganaddha, tib: zung 'jug), que é a não-dualidade das realidades convencionais e últimas, do samsara e do nirvana. Ao contrário de Tsongkhapa, que sustentou que a vacuidade, como uma negação absoluta, era a realidade e a visão definitivas, Mipham vê a coalescência de gnose e vacuidade, forma e vacuidade, etc., como "a última pedra angular hermenêutica de suas interpretações".
Em seus muitos textos, Mipham explora a tensão e a dialética que surge entre o raciocínio filosófico da mente comum (rnam shes) que é representada pela filosofia Madhyamaka e a sabedoria não-conceitual luminosa (ye shes), que é o foco dos ensinamentos do Dzogchen. Ele tenta uma síntese de ambos para mostrar que não são perspectivas incompatíveis e que os ensinamentos do Dzogchen estão de acordo com a razão.

### Dois modelos das duas verdades
Mipham desenvolveu um modelo duplo da doutrina budista das duas verdades. O primeiro modelo é a perspectiva tradicional madiamaca que apresenta as duas verdades da vacuidade e da aparência, com a vacuidade representando o nível da verdade última e a aparência representando a verdade relativa. Neste modelo as duas verdades são realmente a mesma realidade e são apenas conceitualmente distintas.
Em seu segundo modelo das duas verdades, Mipham apresenta uma verdade autêntica e uma verdade inautêntica. Experiência autêntica é qualquer percepção que esteja de acordo com a realidade (gnas snang mthun) e percepções que não estão de acordo com a realidade são consideradas inautênticas. Isso difere do primeiro modelo porque no primeiro modelo apenas a vacuidade é última, enquanto no segundo modelo a verdade última é a experiência meditativa da sabedoria unitária. Em vez de ser apenas uma negação, inclui o conteúdo subjetivo da cognição da sabedoria, bem como a natureza objetiva da realidade. Nesse modelo, a verdade última também é a realidade experimentada de forma não conceitual, sem dualidade e reificação, que no Dzogchen é denominada rigpa, enquanto a verdade relativa é a mente conceitual (sems).

Segundo Mipham, esses dois modelos não são conflitantes. Eles são apenas diferentes contextualmente; a primeira diz respeito à análise da experiência pós-meditativa e a segunda corresponde à experiência da unidade no equilíbrio meditativo. Esta síntese de Mipam é, em última análise, uma reunião de duas perspectivas diferentes na filosofia tibetana, rangtong e shentong, que Mipam associou aos ensinamentos do segunda giro (sutras Prajnaparamita) e do terceiro giro (Iogachara e sutras da Natureza de Buda), respectivamente:
"A vacuidade ensinada na roda do meio e o corpo exaltado e a sabedoria ensinados na última roda devem ser integrados como uma unidade de vacuidade e aparência. Sem dividir ou excluir os assuntos de significado definitivo das rodas do meio e da última, ambos devem ser considerados o significado definitivo no caminho desta afirmação do onisciente Longchen Rapjam." —Rugido do Leão, exposição da natureza de Buda."
Para Mipham, ambos os ensinamentos são definitivos e um meio-termo entre ambos é a melhor maneira de evitar os extremos do aniquilacionismo e do essencialismo.

### Cognição válida quádrupla
Outra contribuição original de Mipham é seu sistema de cognição válida quádrupla (pramana) que tem duas cognições convencionais e duas cognições últimas válidas:
Cognições válidas convencionais
- Percepção confinada, experiência válida ordinária
- Visão pura sem distorção

Cognições válidas últimas
- Realidade Última categorizada, vazio como uma negação conhecida pela mente
- Realidade Última não categorizada, sabedoria não conceitual

Ele expõe uma hierarquia de vários graus da realidade, correspondendo cada a diferentes cognições subjetivas, como no Mito da Caverna de Platão. Para Mipham, a existência mundana impura apreendida por uma cognição de visão mundana é o nível mais baixo de realidade, uma ilusão; enquanto as aparências captadas por uma cognição de pura visão são objetivamente existentes.

### Coalescência
A pedido de seu mestre espiritual Jamyang Khyentse Wangpo, Mipham Rinpoche construiu uma exposição bastante coerente da doutrina Nyingmapa. Para isso, baseou-se na obra de seu ilustre predecessor Longchenpa (1308-1364). Mas ele articulou mais clara e explicitamente as doutrinas do Maaiana com as do Dzogchen. Para isso, inspira-se sempre na obra de Longchenpa, mas vai mais longe e retoma sistematicamente as interpretações filosóficas do mestre sakyapa Gorampa (1429-1489) do Maaiana. Assim diz Stéphane Arguillère:
"Sobre a questão das classificações tibetanas relacionadas ao Madhyamaka, como em muitos outros, a posição de Mipham parece poder ser descrita como uma síntese das doutrinas de Longchenpa e Gorampa (1357- 1419)."
O pensamento de Mipham Rinpoche é muito hierárquico, com diferentes níveis, cada nível sintetizando e superando os níveis inferiores. Os três níveis principais são: 1) a descrição idealista da verdade relativa da escola Cittamatra, 2) a descrição da verdade absoluta da escola Madhyamaka e 3) a união das duas verdades pelo Dzogchen. Stéphane Arguillère explica, de fato, que para Mipham Rinpoche:
"cada sistema [aqui, cada nível] supera o sistema inferior, mas sem fazer tábula rasa: o inferior é uma mediação para acessar o superior, envolvendo de alguma maneira o inferior."
E:
"nele, as doutrinas idealistas do Cittamatra (segundo as quais cada mente percebe apenas a si mesma na forma pseudo-objetiva das situações com as quais seu Karma a confronta) são, por assim dizer, integradas, digamos como um momento' do sistema, mesmo que o sejam apenas no estado "dissolvido" pelo momento negativo (constituído pela doutrina da vacuidade de Madhyamaka) e "sublimado" no momento absoluto deste sistema, ou seja, a doutrina do Dzogchen. [...] A função da filosofia do Meio (Madhyamaka) no sistema de Mipham é aquela, justamente, do "meio", do meio termo - o momento negativo entre o idealismo semelhante ao do Cittamatra e uma apresentação do absoluto cujo detalhe é específico ao Tantrismo ou Vajrayana, e em particular ao Dzogchen."
O pensamento de Mipham é, portanto, apresentado em três níveis:

1) Para descrever a verdade relativa (o mundo como o percebemos), Mipham adota a abordagem da escola idealista budista do Cittamatra. Ele adota seu dispositivo em oito consciências: os fenômenos aparecem por autoprodução do espírito, ou seja, aparecem por desdobramento dos traços cármicos (vāsāna) depositados na oitava consciência, a Ālayavijñāna. No entanto, ao contrário do Cittamatra, Mipham nunca manterá a consciência liberta da dualidade sujeito/objeto como intrinsicamente existente. Outra diferença: como Shantarakshita (início do século VIII-783?) e Longchenpa, Mipham afirma que se os fenômenos no estado de vigília são de fato da natureza da mente, não se deve inferir que esses fenômenos sejam idênticos à mente (caso contrário, isso induziria muitas contradições sublinhadas pela Madhyamaka: isso equivaleria a dizer que o mundo que percebemos é exatamente da mesma natureza que os sonhos). Stéphane Arguillère declara, de fato:
"Para Mipham, as teses do idealismo budista Cittamattra são de fato a melhor caracterização da realidade superficial, desde que se remova toda escória de realismo (a saber, o fato que a mente seja real)."
A doutrina Cittamatra fornece uma base bem sólida para os ensinamentos "fundamentais" do Buda: as Quatro Nobres Verdades, a originação dependente, a lei do Carma. Estes dois últimos são entendidos como processos internos à consciência. Tomar a abordagem Cittamatra para descrever a verdade relativa é específico para Mipham e Longchenpa. Em particular, este não é o caso da escola tibetana Guelupa (a dos Dalai Lamas) que dominou o Tibete a partir do século XVII. Esta último segue a doutrina de Tsongkhapa (1357-1419), o fundador da Guelupa, que defendia simplesmente a adoção das "visões do mundo" para a verdade relativa.

2) Se Cittamatra é a melhor escola para descrever a verdade relativa, não pode descrever a verdade absoluta que pertence ao Madhyamaka. O Madhyamaka desempenha aqui um papel menos importante do que na escola Gelugpa: serve acima de tudo para eliminar definitivamente qualquer forma de substancialismo (já que para o Madiamaca, nenhum fenômeno sem exceção tem existência intrínseca) em particular no nível da mentação. Ao contrário de Tsongkhapa, Mipham como Gorampa e Longchenpa considera a diferença entre madhyamaka prāsangika e madhyamaka svātantrika puramente pedagógica, embora ele diga que madhyamaka prāsangika é superior a madhyamaka svātantrika. Os madhyamaka svātantrika postulam a existência de fenômenos singulares e individuais dotados de eficiência (ou seja, capazes de agir) como reais no nível relativo e provisório. O que lhes permite, ao postular a existência dos fenômenos dos quais falam, usar a lógica, em particular o silogismo para demonstrar, em última análise, a vacuidade desses fenômenos. Madhyamaka prāsangika se recusa a postular a existência de qualquer fenômeno do ponto de vista relativo e provisório e só usa a refutação de todos os pontos de vista para chegar à vacuidade. Stéphane Arguillere explica:
"De acordo com a escola Gelugpa [que é madhyamaka prāsangika], os prāsangikas não admitem existência "como singulares reais" 'mesmo na realidade superficial', ao contrário dos svātantrika. Em outras palavras, eles não aceitam que se coloque que o que torna a realidade de um fenômeno superficial é sua eficiência [...]. Parece-lhes que isso implicaria um resíduo de realismo incompatível com sua compreensão da vacuidade. Mipham não concorda com [essa] ideia de forma alguma."
Há outra diferença entre Mipham e Tsongkhapa e sua escola Gelugpa que é ainda mais importante. De fato, tanto para Mipham como para Longchenpa e Gorampa, se o Madhyamaka é o que conduz ao Absoluto, não pode ser a última palavra sobre o Absoluto. De fato, o Madhyamaka só define o Absoluto de forma negativa: negando tudo o que não é. Mas para Mipham, parar por aí como faz Tsongkhapa é insuficiente por várias razões: não se pode descrever o Absoluto, não se diz nada sobre a faculdade que torna possível experienciar esse Absoluto e, por outro lado, à força de negar tudo, acaba-se como o sofista ou o aniquilacionista em se contradizer, pois se tem que assumir que seu próprio discurso tem um significado, o que exige colocar algo positivo. Mais grave ainda, o fato de negar tudo no nível absoluto pode ser compatível com qualquer coisa no nível relativo: como, então, fundamentar os ensinamentos do Buda como a lei do Carma? Mipham estava bem ciente desse dilema que ele expõe em A Joia Opalescente. Neste último livro, Stéphane Argullère explica que:
"Um contraditor imaginário submete o Madhyamaka a um dilema: ou seus raciocínios são fundados no Absoluto, ou não são. A primeira hipótese é contraditória com o Madhyamaka [...] ou então esses raciocínios não são fundamentados (o que estaria mais em conformidade com a doutrina de Madhyamaka), mas então, sua força probatória não é nada?"
Este dilema é bem conhecido no Ocidente, onde aparece como o paradoxo de Epimênides ou paradoxo do mentiroso. Foi exposto por Platão na nona hipótese de seu Parmênides e estudado formalmente por Bertrand Russell. Para resolver o dilema, Mipham deve construir um sistema hierárquico de níveis onde ele põe no topo, com o Dzogchen, "a ideia de um Absoluto conhecendo a si mesmo intrinsecamente e, portanto, eternamente".
3) Para Mipham Rinpoche como para Longchenpa, a totalidade do Budismo só assume seu verdadeiro significado ao nível do Dzogchen. Este último é a pedra angular que une e dá sentido a todos os ensinamentos do Buda. Em outras palavras, é somente o Dzogchen que dá o significado último e definitivo da iluminação do Buda. Stéphane Arguillère explica a posição de Mipham Rinpoche:
"Um Buda não possui mentação, mas conhecimento baseado em princípios (yeshe em tibetano, jnana em sânscrito) que, em certo sentido, é a própria luz do Absoluto. Essa ideia é, filosoficamente, o próprio princípio do Dzogchen. [...] Este conhecimento de princípios é a mesma coisa que o Absoluto, o próprio Absoluto que se revela à sua própria luz"
Esse conhecimento baseado em princípios é o que se revela quando a mente conceitual ordinária evapora. Era precisamente o objetivo de Madiamaca desconstruir essa mente comum. Mas ao contrário de Madiamaca e mestres como Tsongkhapa, Mipham Rinpoche seguindo seu modelo Longchenpa não se detém nessa desconstrução e em uma apresentação puramente negativa (onde se nega o que o Absoluto não é) da realidade última. Pelo contrário, e esta é a especificidade da doutrina Nyingmapa fundada por Longchenpa e Mipham, fundamenta toda a abordagem sobre o "fruto" (e não sobre a "base" ou o "caminho" como as outras escolas budistas), isto é, sobre a realização, a visão do Absoluto. Stéphane Argullère o diz explicitamente:
"Quanto à doutrina, Longchenpa [Mipham usará essa doutrina exatamente] difere de qualquer outro filósofo tibetano (até onde sabemos) na medida em que ele pensa que todos os aspectos da doutrina a partir da meditação sobre o "fruto", sobre a natureza do estado de Desperto. Grosso modo, pode-se dizer que a tendência geral dos filósofos Mahayana, particularmente no Tibete, é considerar que o que deve ser pensado acima de tudo é a "base", isto é, a natureza última das coisas, ou o Absoluto, por um lado, e a condição do indivíduo perdido no samsara, por outro lado, ou seja, o aspecto superficial de nossa situação [e, portanto, o caminho]."
Por outro lado, Mipham tem plena consciência de que a justificação filosófica para a totalidade dos ensinamentos do Buda repousa sobre essa Inteligência primordial, incriada e infinita (Rigpa), contendo todos os fenômenos possíveis em forma não manifestada e cuja totalidade dos fenômenos manifestos são apenas o desdobramento. É ela quem funda todos os níveis inferiores, cada um em seu plano relativo, do Budismo: os ensinamentos fundamentais da primeira roda do Darma (as quatro nobres verdades, a lei do carma), o Cittamatra que explica, ao nível de consciência verdade relativa, a originação dependente e o Madiamaca que conduz à verdade absoluta (vacuidade).
Para a descrição do Absoluto, Mipham assumirá plenamente a doutrina de Longchenpa, que se baseia nos textos e práticas do Dzogchen. Mipham irá simplesmente reexpor todos os pontos do pensamento de Longchenpa de uma forma mais sistemática e filosófica, porque o pensamento de Longchenpa é muitas vezes expresso em uma forma principalmente mística e poética e, portanto, é bastante difícil de acessar.

#### Natureza de Buda
Mipham argumenta a favor da imanência da Natureza de Buda, em sua presença em todos os seres e existindo previamente de forma imutável como causa primordial, pois essa causalidade é necessária para explicar o efeito da expressão final: a realização do Buda. Essa articulação aproxima-se de um panenteísmo, segundo Douglas Duckworth. Em seu comentário ao Uttaratantra, Rugido do Leão: Exposição da Natureza de Buda, Mipham indica tal sobre o búdico Corpo da Verdade:
"Se a sabedoria do Corpo da Verdade consumado é estabelecida por escrituras de significado definitivo, sutras e raciocínios examinando a [realidade] consumada como sendo a natureza da verdade última imutável, permeando completamente o nirvāna e o samsāra, igualdade e incondicionado; então a causa, que é capaz de atualizar isso de uma só vez, é presentemente a natureza do Corpo-Verdade da Sabedoria permanecendo na forma de talidade sem diminuição ou aumento. Embora possa ou não ser atualizado no modo de aparência livre ou não livre de impurezas adventícias, não há nem mesmo a menor diferença qualitativa ou temporal no modo de realidade, porque ele é a natureza intrínseca do incondicionado imutável. No Uttaratantra [I.51]:
Como era antes, assim é depois—
A talidade imutável.
E [I.63],
A claridade luminosa que é a natureza da mente
É imutável como o espaço.
Não é perturbada por impurezas adventícias

Como apegos que surgem da imaginação do irreal."
Em ímpeto de reconciliação, sua teoria do tathāgatagarbha (Natureza de Buda) realiza uma síntese das tendências shentong absolutista da Sakya e rangtong da Guelupa, em um caminho do meio em que o tathāgatagarbha é ultimamente vazio em seu próprio ser, mas convencionalmente dotado de todas as qualidades de Buda.

### Compaixão
Baseado em sutras, tantras e pensadores anteriores, como Maitreya-natha, Mipham exorta a realização de uma "virada" cognitiva, com mudança de atitude psíquica e visão voltada à compaixão:
“Imediatamente com esta mudança climática, uma pessoa judiciosa
Restringe sua mente de se envolver em quaisquer crimes contra a humanidade.
Em vez disso, ela dará ao que é positivo seu escopo mais amplo e intensificará seus (sentimentos de) compaixão e simpatia, por meio do que ele permanecerá continuamente em felicidade e mostrará sua ternura e cordialidade e, por essa razão,

Aceitará com alegria os momentos felizes e tristes da vida."

### Paixão
Mipham tornou-se o primeiro autor do Tibete a escrever sobre kāmaśāstra, sendo seu tratado desse gênero, "Tratado da Paixão: Tesouro que Agrada o Mundo Inteiro" (’Dod pa’i bstan bcos ’jig rten kun tu dga’ ba’i gter), o mais antigo restante em língua tibetana. Devido à tendência eclética e enciclopédica de budistas do século XIX, da qual Mipam e seus mestres participaram, de se abordar antigos textos de outras vertentes com um caráter não enviesado, ele retoma o tema secular da sexualidade como vista na literatura erótica indiana, mas se diferencia, porém, ao inseri-la na soteriologia budista tântrica de se converter o prazer em beatitude como meio para sabedoria e libertação (moksha): "sem paixão não há libertação completa".
"Aqueles presos pela paixão
[estão presos] com mais força do que todos os outros.
Aqueles libertos pela paixão

[são libertos] mais rapidamente do que todos os outros."
Levando em conta o duplo aspecto secular e religioso do paixão, Mipam considera seu tratado do assunto como sendo superior: "possui o sabor de toda a alegria na terra e o tesouro da realização iogue". Ele assim afirma sua intenção:
"a fim de aumentar o oceano de alegria
daqueles dotados de paixão e
iluminar a luz da sabedoria primordial

daqueles dotados de ioga"

### Política
Mipham escreveu Um Tratado sobre Ética para Reis: Um Ornamento para Governantes em 1895, o que talvez seja o mais extenso tratado pré-moderno sobre o tema de realeza budista e ética política. Com o objetivo não apenas de servir de instrução a um monarca budista, ele apresenta na obra a intenção de ensinar o "Darma dos reis" a todas as pessoas, inclusive aquelas sem sangue real, como prática de autocultivo: "Quando alguém treina sua mente para cuidar dos seres vivos, ele eventualmente se torna um rei do Darma". Ele defende que o rei deve realizar um programa de formação intelectual e moral budista para que se torne um governante justo. Esse sistema de ética política segue um modelo de cima para baixo similar ao de Platão, na teoria de "gotejamento" do Estado justo.

## Obra e legado
Como observa o estudioso Robert Mayer, Mipham "revolucionou completamente a escolástica rNying ma pa no final do século XIX, elevando seu status, depois de muitos séculos como um atraso intelectual comparativo, à, sem dúvida, a mais dinâmica e expansiva das tradições filosóficas em todo o budismo tibetano, com um influência e impacto muito além dos próprios rNying ma pa."

### Alcance
Na introdução ao seu estudo crítico dos debates ontológicos entre Mipham e seus oponentes Gelugpa (Dialética de Mipham e os Debates sobre Vacuidade), Lopen Karma Phuntsho define Mipham como um polímata e dá esta avaliação do escopo do trabalho de Mipham:
"Mipham é talvez o maior polímata que o Tibete já produziu. Seus escritos compreendem trabalhos sobre uma ampla gama de assuntos, abrangendo quase todas as ciências conhecidas em seu meio. Em termos tradicionais, ele é um Mahāpaṇḍita que dominou as dez ciências das artes e ofícios (bzo), ciências da saúde (gso ba), linguagem (sgra), lógico-epistemologia  (tshad-ma), soteriologia (nang don), poesia (snyan ngag), lexicologia (mngon brjod), prosódia (sdeb sbyor), dramaturgia (zlos gar) e astrologia (dkar rtsis). É devido à natureza polímata de seu aprendizado e sua excepcional engenhosidade que Mipham hoje está entre as principais celebridades religiosas e espirituais do Tibete."
Sua obra consiste de centenas de livros, compilados por discípulos e reproduzidos em 1987 pelo mosteiro Zhechen em 27 volumes. O Buddhist Digital Resource Center lista mais de 200 obras registradas em cerca de 30 volumes, mas há cerca de 320 títulos ao total. Ele escreveu mais do que quase qualquer outro autor tibetano. Dois terços desses escritos são filosóficos, abrangendo tópicos de ontologia, epistemologia, lógica e metafísica, e de soteriologia, monasticismo, doxografia e misticismo budista. Inclui também tratados de linguagem, desde gramática elementar, e de poesia, arte, medicina, geometria, adivinhação, magia, danças, além de hinários, epístolas homiléticas, orações, canções e sátira. Devido ao seu zelo por cultura popular, etnografia e antiguidade, é considerado por Karma Phuntsho um antropólogo e antiquário, por ter promovido e compilado rituais folclóricos (sua coleção gTo sgrom 'bum tig) e sobre, por exemplo, o sortilégio de nós ('Ju thig), que estava morrendo entre os bonpos. Em seu gZo gnas nyer mkho 'i za ma tog, escreveu sobre várias artes, como grafologia, caligrafia, pintura, escultura, metalurgia, carpintaria, cerâmica, joalheria, costura, feitio de relíquias religiosas, incenso, pílulas herbais e tintas. Sogyal Rinpoché escreveu sobre ele:
"[ele] foi um tipo de Leonardo da Vinci do Himalaia e dizem que ele inventou um relógio, um canhão e um avião."
Mipham Rinpoche teve toda a sua vida um grande fascínio pela Epopeia do Rei Gesar, que é o mais importante poema épico das populações tibetanas provavelmente escrito no século XII. Gesar de Ling é considerado no Tibete como a encarnação de Padmasambhava e o símbolo do guerreiro espiritual. Mip'am Rinpoche coletou muitas tradições sobre Gesar e contribuiu para a difusão de sua adoração. Ele compôs muitas orações a respeito dele que ainda são usadas com muita frequência hoje na escola Nyingmapa.
Seus escritos sobre Madhyamaka e outros tópicos formaram a base da educação monástica nyingmapa, cujo currículo é dominante em monastérios nyingma atualmente. Os trabalhos de Mipham sobre os ensinamentos exotéricos ou Sutrayana e os ensinamentos esotéricos ou Vajrayana tornaram-se textos centrais dentro da tradição Nyingma. Esses trabalhos agora ocupam uma posição central no currículo de todos os mosteiros e colégios monásticos Nyingma–ocupando um lugar de estima semelhante aos trabalhos de Sakya Pandita e Gorampa na tradição Sakya; os de Tsongkhapa na tradição Gelug e de Kunkhyen Padma Karpo no Drukpa Kagyu. Juntamente com Rongzompa e Longchenpa, Mipham é considerado um dos três escritores "oniscientes" da tradição Nyingma.

### Comentários sobre Śāstra budista
Embora Mipham tenha escrito sobre uma ampla gama de assuntos, o professor David Germano identifica o aspecto mais influente da carreira de Mipham em que ele "foi o autor mais importante na eflorescência da literatura exotérica nyingma nos séculos XIX e XX. Baseando-se teoricamente nos escritos de Longchenpa e outros grandes autores nyingma, Mipham produziu brilhantes comentários exegéticos sobre os grandes sistemas filosóficos indianos e textos com orientação nyingma".
E. Gene Smith também julgou que a maior contribuição de Mipham estava "em seus comentários brilhantes e surpreendentemente originais sobre os tratados indianos". Antes de Mipham, os estudiosos nyingmapa "raramente escreviam comentários pedagógicos detalhados sobre os śāstras do budismo exotérico". Até sua época, as faculdades ou shedras associadas aos grandes mosteiros Nyingma de Kham, como Dzogchen, Shechen, Kathog, Palyul e Tarthang, não tinham seus próprios comentários exegéticos sobre esses śāstras maaianas exotéricos, e os estudantes geralmente estudavam comentários gelug sobre esses textos fundamentais. Baseando-se nos escritos de Śāntarakṣita, Rongzom Chokyi Zangpo e Longchenpa, Mipham produziu uma série de brilhantes comentários exegéticos sobre os grandes sistemas e textos filosóficos indianos que claramente articularam uma orientação ou visão Nyingma.
Os textos incluem seus comentários sobre o Mulamadhyamakakarika ou Estâncias Fundamentais sobre Sabedoria de Nagarjuna; a Introdução ao Caminho do Meio (sânscrito: Madhyamakāvatāra) de Chandrakirti; a Quintessência de Todos os Cursos de Sabedoria Suprema (Jnanasarasamuccaya) de Aryadeva; comentários sobre as principais obras dos lógicos budistas indianos Dharmakirti e Dignaga; comentários sobre os Cinco Tratados de Maitreya mais notavelmente, o Abhisamayalamkara; comentários sobre várias obras de Vasubandhu, incluindo o Abhidharmakosha. O comentário de Mipham sobre o nono capítulo do Bodhicaryavatara de Shantideva, o Shertik Norbu Ketaka (em em tibetano: ཤེར་ཊཱིཀ་ནོར་བུ་ཀེ་ཏ་ཀ་; Wylie: sher ṭīk nor bu ke ta ka), "lançou os círculos acadêmicos tibetanos em várias décadas de controvérsia acalorada", mas "não foi a única tempestade que as novas exposições de Mipham levantaram". Seu comentário sobre o Madhyamakalamkara de Śāntarakṣita também foi considerado altamente controverso.

### Comentários sobre Tantras
O comentário de Mipham sobre o Guhyagarbha Tantra é intitulado A Essência da Luz Clara ou Núcleo da Radiância Interna (em tibetano: Wylie: od gsal snying po)—ele é baseado no comentário de Longchenpa, Dissipando a Escuridão nas Dez Direções (em tibetano: Wylie: gsang snying 'grel pa phyogs bcu mun sel), o qual explica o Guhyagarbha do ponto de vista do Dzogchen.
Mipham mostrou interesse particular no Calachacra e no reino de Shambhala, e um de seus últimos e mais extensos trabalhos esotéricos são seus dois volumes de comentários, iniciação e sadhana relacionados ao Kalachakra Tantra, o ensinamento esotérico de Shambhala. Antes de morrer em 1912, ele disse a seus alunos que agora estava indo para Shambhala.

### Gesar
Ao longo de sua vida, Mipham mostrou um interesse particular pela lenda do rei guerreiro Gesar de Ling, uma figura do século XII cujo épico é bem conhecido e amplamente celebrado no leste do Tibete, e sobre o qual Mipham escreveu extensivamente. A prática Gesar conhecida como "A Rápida Realização da Atividade Iluminada por Invocação e Oferenda" (em tibetano: Wylie: gsol mchod phrin las myur 'grub), popularmente Söllo Chenmo, surgiu na mente de Mipham como um gong-ter e foi escrito ao longo de três anos, dos 31 aos 34 anos (1877 a 1880). Esta prática invoca Gesar e sua comitiva e pede que ele ajude os praticantes.

### Medicina
Os trabalhos de medicina tibetana de Mipham continuam a ser altamente considerados até hoje.

### Astrologia e adivinhação
Mipham também escreveu extensivamente sobre astrologia que era, em suas palavras, um "jogo delicioso" que ele dominou na adolescência, mas depois aplicou a tópicos mais sérios, como medicina; esses dois tópicos, com vários textos sobre tópicos mais ou menos relacionados à adivinhação, ocupam talvez 2.000 páginas de sua escrita. Um volume inteiro de Mipham é dedicado ao Ju-thig ou adivinhação usando nós, um método que pode ser chamado de "Bon" na origem, na falta de um termo mais preciso; esse pode ter sido o legado de sua família, que foi médica por várias gerações. Ao longo de seus escritos há muitos recursos para adivinhação, além da astrologia, incluindo vários rituais para olhar em espelhos (pra-mo), um usando dados (mo), puxar 'flechas' (da dar) de diferentes comprimentos de uma aljava e assim por diante, obrigar um "pássaro" não humano a sussurrar notícias futuras no ouvido de alguém, e assim por diante. Em um pequeno texto, ele prescreve vários métodos de adivinhação (todos extraídos, enfatiza Mipham, de escrituras e comentários tântricos) que fazem uso de fontes incomuns de augúrio, tais como: a conversa ouvida vicariamente das mulheres; aparecimento súbito de vários animais, especialmente pássaros; fenômenos climáticos; a forma, tamanho e cor das chamas no agnihotra ou puja do fogo; a qualidade das lamparinas de manteiga acesa, principalmente o tamanho da chama, a quantidade e o formato da fumaça que surge; e o tamanho e a forma do depósito de carbono no pavio.[carece de fontes?]
Quando alguns de seus rivais acadêmicos acharam inapropriado para um monge dedicar tanto tempo a assuntos de eventos futuros, Mipham escreveu um pequeno ensaio explicando o propósito da adivinhação, citando fontes nos Sutras e Tantras onde a utilidade e o valor da adivinhação são explicados.[carece de fontes?]

### Alunos
Ele teve muitos discípulos, incluindo Jigmé Tenpé Nyima e Tertön Sogyal. Outros dentre os alunos mais importantes de Mipham foram Dodrub Rinpoche, o Quinto Dzogchen Rinpoche, Gemang Kyab Gon, Khenpo Padmavajra, Katog Situ Rinpoche, Sechen Rabjam, Gyaltsab Tulku, Palyul Gyaltrul, Karma Yangtrul, Palpung Situ Rinpoche, Ling Jetrung, Adzom Drukpa (1842-1924), Togdan Shakya Shri, Ngor Ponlob e outros. Os grandes tulkus de Sechen, Dzogchen, Katog, Palyul, Palpung, Dege Gonchen, Repkong e outros de todas as linhagens, Sakya, Gelug, Kagyu e Nyingma, todos se tornaram seus discípulos.[carece de fontes?]

### Emanações de Ju Mipham
De acordo com um relato pouco antes de morrer, Mipham disse ao seu assistente:
"Hoje em dia, se você fala a verdade, não há ninguém para ouvir; se você fala mentiras todo mundo pensa que é verdade. Eu nunca disse isso antes: não sou uma pessoa comum; Eu sou um bodhisattva que renasceu por aspiração. O sofrimento experimentado neste corpo é apenas o resíduo do carma; mas de agora em diante nunca mais terei que experimentar o obscurecimento cármico. … Agora, nesta era final, os bárbaros além da fronteira estão perto de minar o ensinamento. [Então] não há nenhum ponto em eu renascer aqui... Eu não tenho razão para nascer em reinos impuros novamente."
Isso pode ser interpretado como uma afirmação de que seu fluxo mental não teria mais 'emanações' (Wylie: sprul pa (corpo de emanação); sprul sku (tulku)). Por outro lado, de acordo com outro relato no qual ele menciona o fluxo mental de passagem e profetiza pouco antes de sua morte para seu aluno Khenpo Kunphel:
"Agora não ficarei muito tempo neste corpo. Após minha morte, daqui a alguns anos, a guerra e a escuridão cobrirão a terra, o que terá seu efeito mesmo nesta terra isolada de neve do Tibete. Daqui a trinta anos, uma louca (smyo) tempestade de ódio crescerá como uma feroz nuvem negra de trovoada na terra da China, e em mais uma década esse mal se espalhará para o próprio Tibete, de modo que lamas, estudiosos, discípulos e iogues estarão sob terrível perseguição. Devido ao rei-demônio Pehar tomar o poder na China, escuridão e terror ('bog) chegarão à nossa terra sagrada, com o resultado de que a morte violenta se espalhará como uma praga por todas as aldeias. Então os três senhores do materialismo (gsum-gyi-kla-klos) e seus primos tomarão o poder no Tibete, espalhando guerra, fome e opressão. Ninguém estará seguro. Agora, muito em breve, meu fluxo mental será reunido na terra pura de Tusita, de onde muitas emanações [de mim mesmo] surgirão em anos futuros. Eu não tomarei renascimento no Tibete. Em vinte anos, procure-me nas terras do norte do distante Uttarakuru, e em outros lugares, leste, oeste, norte e sul. Não temas, seremos reunidos novamente, como pai e filho. Agora vá!"
No relato acima, logo após a partida de Khenpo Kunphel, ele declarou publicamente: "Agora, em breve partirei. Não renascerei novamente no Tibete, portanto, não me procure. Tenho motivos para ir a Shambhala no norte".
Posteriormente no último século, uma série de emanações foram alegadamente reconhecidas em alguns indivíduos que foram identificados como reencarnações de Mipham, segundo Douglas Duckworth.
De acordo com E. Gene Smith, "Pelo menos três renascimentos foram reconhecidos na década seguinte à sua morte: 1) Zhe chen Mi pham (um sobrinho-neto de Mi pham rgya mtsho); 2) Tshe dbang bdud 'dul (1915/16-42) o último príncipe de Sde dge; 3. Khyung po Mi pham, uma encarnação reconhecida por Rdzong gsar Mkhyen brtse 'Jam dbyangs chos kyi blo gros". O próximo (terceiro) Mipham na linha do Príncipe Dege que morreu em 1942 aparentemente nasceu no Tibete em 1949 e reconhecido por Tengye Rinpoche do Lab i em 1959. Naquela época, ele foi entronizado e responsável por todos os mosteiros anteriormente mantidos pela primeira e segunda encarnações. Esta terceira encarnação também foi confirmada por Patrul Rinpoche que lhe deu relíquias das encarnações anteriores e por Dilgo Khyentse Rinpoche, que ele havia reconhecido em uma encarnação anterior. Este Mipham encarnado é o pai de Thaye Dorje, um dos dois candidatos a ser reconhecido como o 17º Karmapa, e do 14º Sonam Tsemo Rinpoche, um importante Tulku Gelug/Sakya.

### Traduções em inglês
Para um excelente guia de suas obras em inglês, veja o artigo da Série Great Masters da Shambhala Publications
- Buddhist Philosophy in Theory and Practice: Summary of the Philosophical Systems as Detailed in the Yid-bzhin-mdzod (excertos). Trad. Herbert V. Guenther. Shambala Publications, Inc/Penguin, 1971/72
- Calm and Clear by Lama Mipham. Trad. Tarthang Tulku. Dharma 1973
- Golden Zephyr: Instructions from a Spiritual Friend. Nagarjuna e Lama Mipham. Trad. Leslie Kawamura. Dharma 1975
- Lama Mipham's commentary to Nagarjuna's Stanza's for a Novice Monk. Trad. Glenn H. Mullin and Lopsang Rabgay. LTWA 1978
- The Fish King's Power of Truth: A Jataka Tale Retold by Lama Mipham.  Organizado por Tarthang Tulku. Dharma 1990
- Ways of Enlightenment: Buddhist Studies at Nyingma Institute, based on Mipham's mkhas 'jug. Compilado e editado pela equipe Dharma Publishing. Dharma 1993
- Gateway to Knowledge. Trad. Erik Pema Kunsang. Rangjung Yeshe 1997-2012
  - Vol 1 (1997) ISBN 978-9627341291
  - Vol 2 (2002) ISBN 978-9627341420
  - Vol 3 (2002) ISBN 978-9627341468
  - Vol 4 (2012) ISBN 978-9627341680
- Mipham's Beacon of Certainty: Illuminating the View of Dzogchen, the Great Perfection. Trad. John Whitney Petit. Wisdom 1999
- Mo: The Tibetan Divination System. Traduzido por Jay Goldberg. Snow Lion 2000.
- Middle-way Meditation Instructions of Mipham Rinpoche. Trad. Thrangu Rinpoche. Namo Buddha 2001
- Introduction to the Middle Way: Chandrakirti's Madhyamakavatara with Commentary by Jamgön Mipham. Trad. Padmakara Translation Group. Shambhala 2002
- Speech of Delight: Mipham's Commentary of Shantarakshita's Ornament of the Middle Way. Trad. Thomas H. Doctor. Snow Lion 2004
- Maitreya's Distinguishing Phenomena and Pure Being with Commentary by Mipham. Trad. Jim Scott. Snow Lion 2004
- The Adornment Of The Middle Way. Trad. Padmakara Translation Group. Shantarakshita & Jamgon Mipham. Shambhala 2005
- Gem that Clears the Waters: An Investigation of Treasure Revealers. In "Tibetan Treasure Literature", Trad. Andreas Doctor.  Snow Lion 2005.  pp. 56–71
- Fundamental Mind: The Nyingma View of the Great Completeness by Mi-pam-gya-tso, comunicado por Khetsun Sangpo Rinbochay. Trad. Jeffrey Hopkins. Snow Lion 2006
- Middle Beyond Extremes: Maitreya's Madhyantavibhaga with Commentaries by Khenpo Shenga and Ju Mipham. Trad. Dharmachakra Translation Committee. Snow Lion 2007
- Mipam on Buddha-Nature: The Ground of the Nyingma Tradition. Traduções selecionadas por Douglas S. Duckworth. SUNY 2008
- White Lotus: An Explanation of the Seven-line Prayer to Guru Padmasambhava by Jamgön Mipham. Trad. Padmakara Translation Group. Shambhala 2008
- Garland of Jewels: The Eight Great Bodhisattvas. Trad. Yeshe Gyamtso. KTD Publications 2008
- The Way of the Realized Old Dogs, Advice that Points out the Essence of Mind, called "A Lamp that Dispels the Darkness".  Trad. Tony Duff. PKTC 2009
- The Method of Preserving the Face of Rigpa, the Essence of Wisdom: An Aspect of Training in Thorough Cut. Trad. Tony Duff. PKTC 2009
- Luminous Essence: A Guide to the Guhyagarbha Tantra. Trad. Dharmachakra Translation Committee. Snow Lion 2009
- The Blessing Treasure: A Sadhana of the Buddha Shakyamuni by Mipham Rinpoche. A Commentary by Khenchen Palden Sherab Rinpoche & Khenpo Tsewang Dongyal Rinpoche. Dharma Samudra 2009.
- The Wheel of Analytic Meditation. Trad. Adam Pearcey. In "The Collected Works of Dilgo Khyentse", Vol. 2. Shambhala 2010.
- Essence of Clear Light: An Overview of the Secret Commentary "Thorough Dispelling of Darkness throughout the Ten Directions". Trad. Light of Berotsana. Snow Lion 2010.
- Unending Auspiciousness: The Sutra of the Recollection of the Noble Three Jewels, with Commentaries by Ju Mipham, Taranatha and the Author. Trad. Tony Duff. PKTC 2010.
- Jamgon Mipham: His Life and Teachings. Traduções selecionadas por Douglas S. Duckworth. Shambhala 2011
- The Verses of the Eight Noble Auspicious Ones. CreateSpace 2013.
- Tengye Monlam, an Aspiration for the Spread of the Nyingma Teachings: The Oral Transmission that Gladdens the Dharma Kings in "Liberating Duality with Widsom Display: The Eight Emanations of Guru Padmasambhava".  Khenchen Palden Sherab Rinpoche e Khenpo Tsewang Dongyal Rinpoche. Traduzido por Ann Helm.  Dharma Samudra 2013.
- Ornament of the Great Vehicle Sutras: Maitreya's Mahayanasutralamkara with Commentaries by Khenpo Shenga and Ju Mipham. Trad. Dharmachakra Translation Committee.  Snow Lion 2014.
- Shower of Blessings. Yeshe Gyamtso. Ktd Publications 2015.
- The Wheel of Investigation and Meditation that Thoroughly Purifies Mental Activity and the Lamp That Dispels Darkness in "Pith Instructions: Selected Teachings and Poems".  Dilgo Khyentse. Shambhala 2015.
- A Garland of Views: A Guide to View, Meditation, and Result in the Nine Vehicles. Padmakara Translation Group. Shambhala 2016.
- The Ketaka Jewel: A Commentary on the Prajna Chapter Making the Words and Meaning Easy to Understand. Traduzido por Gawang Rinpoche and Gary Weiner. CreateSpace 2016
- The Just King: The Tibetan Buddhist Classic on Leading an Ethical Life. Traduzido por Jose Cabezon. Shambhala 2017.
- Pointing to the Nature of Awareness (rtogs ldan rgan po rnams kyi lugs sems ngo mdzub tshugs kyi gdams pa mun sel sgron me), in "A Gathering of Brilliant Moons". Traduzido por Douglas Duckworth. Wisdom Publications, 2017. (Também traduzido em Duff 2009, acima).
- The Wisdom Chapter: Jamgön Mipham's Commentary on the Ninth Chapter of the Way of the Bodhisattva. Traduzido por The Padmakara Translation Group. Shambhala, 2017.
- Mipham's Sword of Wisdom: The Nyingmapa Approach to Valid Cognition. Khenchen Palden Sherab. Wisdom Publications 2018.
- A Feast of the Nectar of the Supreme Vehicle: An Explanation of the Ornament of the Mahayana Sutras. Padmakara Translation Group. Shambhala 2018.
- Wondrous Talk Brought about by Conversing with a Friend; the Four Dharma Traditions of the Land of Tibet; Profound Instruction on the View of the Middle Way; the Essence of Mind; the Essence of Wisdom: How to Sustain the Face of Rigpa; the Nature of Mind; Lamp to Dispel Darkness; and Advice to the Dodrup Incarnation, Jigme Tenpe Nyima in "Beyond the Ordinary Mind: Dzogchen, Rimé, and the Path of Perfect Wisdom". Traduzido por Adam Pearcey. Snow Lion, 2018.
- Uprooting Clinging: A Commentary on Mipham Rinpoche's Wheel of Analytic Meditation. Khenchen Palden Sherab and Khenpo Tsewang Dongyal Rinpoche. Dharma Samudra, 2019.

- Lotsawa House - Série Mipham Rinpoche - Traduções de vários textos de Mipham Rinpoche.
- The Sugatagarbha Translation Group - textos de Ju Mipham Rinpoché
- Canção do Debate Entre Vigília e Sonho Um breve ensinamento de Mipham Rinpoche.
- "Sherdrel Ketaka". O comentário do 9º Capítulo de Bodhisattavacharya (shes rab le'u'i tshig don go sla bar rnam par bshad pa nor bu ke ta ka)
- Don rnam nges shes rab ral gri de Mipham, A Espada de Prajna (DRG) e a tradução deste texto em inglês também está disponível gratuitamente na Lotsawa House
- Texto raiz de "Umajen" ou "Madhyamakalamkara" por Shanta Rakshita. Comentário ("Jamyang Gyepai Zhalung") por Mipham Rinpoche.